# Zagórze Śląskie
Zagórze Śląskie est une localité polonaise de la gmina de Walim, située dans le powiat de Wałbrzych en voïvodie de Basse-Silésie.

## Histoire
De 1818 à 1945, Kynau fait partie de l'arrondissement de Waldenburg dans le district de Breslau au sein de la province de Silésie.

## Personnalités liées à la ville
- Job von Witzleben (1813-1867), général né à Zagórze Śląskie.